# Cyprusia
Cyprusia é um gênero de mariposa pertencente à família Crambidae.